# Сабиров, Назир Нажметдинович
Назир Нажметдинович Сабиров (узб. Nazir Nazhmetdinovich Sabirov; род.25 мая 1973 года, Самарканд, УзССР, СССР) — узбекский бухгалтер и политический деятель. Депутат Законодательной палаты Олий Мажлиса Республики Узбекистан III и IV созыва. Член Демократической партии Узбекистана «Миллий тикланиш».

## Биография
Назир Нажметдинович родился 25 мая 1973 года в городе Самарканд. В 1997 окончил Бухарский технологический институт пищевой и легкой промышленности, а в 2010 году окончил Ташкентский финансовый институт, получив второе высшее образование по специальности бухгалтер-эксперт.
Трудовую деятельность начал в 1991 году рабочим предприятия "Варахшойултаъмиркурилиш" Бухарской области. В 1991-1992 годах работал электриком-мастером в Бухарском технологическом институте пищевой и легкой промышленности. В 1998-2007 годах - заведующим отделом, исполняющим обязанности заведующего, начальником Финансовым отделом хокимията Бухарского района. С 2007 по 2008 год работал исполняющим обязанности заместителя начальника Управления казначейства Бухарской области, в 2008-2013 годах возглавлял Информационно-аналитическую группу аппарата хокимията Бухарской области, в 2013-2014 годах возглавлял Бухарское областное региональное управление Государственного комитета по приватизации, демонополизации и развитию конкуренции.
В 2015 году избран депутатом Законодательной палаты Олий Мажлиса Республики Узбекистан от Пайкентского избирательного округа № 28 Бухарской области. Член Комитета по вопросам строительства, промышленности и торговли. В 2020 году снова избран депутатом Законодательной палаты Олий Мажлиса Республики Узбекистан. Член Комитета по демократическим институтам, негосударственным организациям и органам самоуправления граждан.